# Боду, Клод
Клодиус (Клод) Боду (фр. Claudius (Claude) Baudoux; 7 мая 1898, Хасселт — 17 ноября 1984, Брен-л'Аллё, Валлония) — бельгийский хоккеист на траве, полузащитник. Участник летних Олимпийских игр 1928 и 1936 годов.

## Биография
Клод Боду родился 7 мая 1898 года в бельгийском городе Хасселт.
Играл в хоккей на траве за «Ла Расант» из Волюве-Сен-Ламбера, в составе которого в 1929—1931 годах трижды подряд выигрывал чемпионат и Кубок Бельгии.
В 1928 году вошёл в состав сборной Бельгии по хоккею на траве на летних Олимпийских играх в Амстердаме, занявшей 4-е место. Играл на позиции полузащитника, провёл 5 матчей, мячей не забивал.
В 1936 году вошёл в состав сборной Бельгии по хоккею на траве на летних Олимпийских играх в Берлине, занявшей 4-е место. В матчах не участвовал.
Умер 17 ноября 1984 года в бельгийской коммуне Брен-л’Аллё.

## Семья
Старший брат — Ивон Боду (1896—1971), бельгийский хоккеист на траве. Участник летних Олимпийских игр 1928 года.